# UseModWiki
UseModWiki — вики-движок, написанный на языке Perl, лицензированный GNU GPL. Страницы в движке хранятся как отдельные файлы, в базе данных плоских файлов, а не в реляционной. Википедия изначально, до перехода на MediaWiki, использовала UseMod.

## История
В 1990-х Клиффорд Адамс создал Usenet Moderation, проект, который позволял пользователям оценивать посты в Usenet. Проект был в 1999 году заменён концепцией вики. Разработка UseModWiki началась 11 октября 1999 года, когда с помощью движка была создана AtisWiki. В апреле 2000 года MeatballWiki стала вторым публичным сайтом, который использует UseModWiki. 12 сентября 2003 года была выпущена версия 1.0, где были добавлены многие важные вещи — CSS, RSS, кодировка UTF-8 и интервики. С тех пор разработка была прекращена, и выпускаются лишь редкие исправления ошибок.
В феврале 2005 года в UseModWiki 1.0 была обнаружена уязвимость межсайтового скриптинга, которая была устранена лишь в июле 2007 года, когда главным разработчиком стал Маркус Люд.
В сентябре 2023 года срок регистрации домена usemod.com истёк, и всё содержимое UseMod было перенесено на www.usemod.org. 10 ноября 2023 года была выпущена версия 1.2.2, где все ссылки на usemod.com были изменены на www.usemod.org.

## Использование Википедией
UseModWiki, или «первая фаза», использовалась английской Википедией с 15 января 2001 года до января 2002 года. В январе 2002 года английская Википедия стала использовать «PHP-вики», или «вторую фазу». Этот вики-движок разрабатывался с лета 2001 года Магнусом Манске, и был впервые выпущен в публичный доступ в августе 2001 года, и тестировался до конца этого года. Переход на вторую фазу произошёл в основном из-за постоянных проблем с производительностью, вызванных использованием первой фазой базы данных плоских файлов. PHP-вики стало первым представлением о том, чем позже будет MediaWiki, или «третья фаза». Этот вики-движок также добавил много новых функций, которые используются и по сей день — например, пространства имён, «скины» и служебные страницы. Несмотря на то, что английская Википедия перешла на вторую фазу в январе 2002 года, некоторые Википедии на других языках использовали UseModWiki вплоть до 2004 года.